# 奧蘭車站

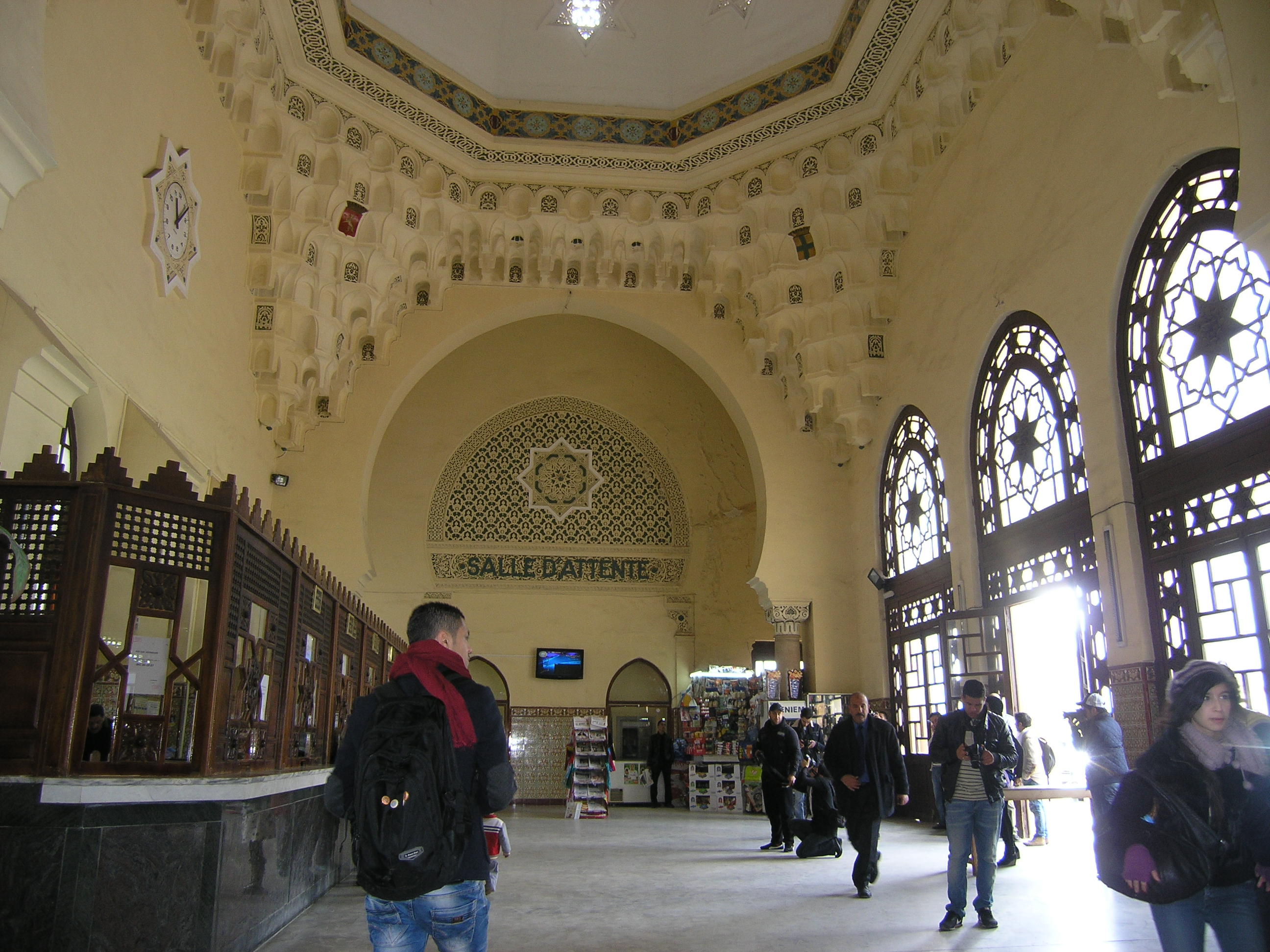
車站大廳

奧蘭車站（法語：Gare d'Oran，阿拉伯语：‎）是位於阿爾及利亞奧蘭省首府瓦赫兰的一座鐵路車站，目前由阿爾及利亞鐵路SNTF營運。
車站修建於法國殖民時期，為新摩爾風格的車站建築，車站外觀猶如一座清真寺。同時車站建築內部融合了三大宗教的特徵，如大衛之星及天主教十字架。